# Viaje al centro de la TARDIS
Viaje al centro de la TARDIS (Journey to the Centre of the TARDIS) es el undécimo episodio de la séptima temporada moderna de la serie británica de ciencia ficción Doctor Who, emitido originalmente el 27 de abril de 2013.

## Argumento
El Undécimo Doctor, que ha sentido una animosidad latente entre Clara Oswald y la TARDIS, decide enseñarle a Clara cómo operar la máquina, y desactiva los escudos para activar su "modo básico". Sin embargo, justo en ese momento, la TARDIS es atrapada por un rayo magnético procedente de una nave saqueadora cercana, que provoca que los sistemas de la TARDIS fallen. Clara le pide al Doctor que lo arregle, pero este le dice que no hay un "gran botón amistoso" que pueda sencillamente arreglarlo todo. Clara entonces ve un extraño dispositivo con forma de huevo rodando, e intenta cogerlo, pero se quema la mano. La nave se sacude y los dos caen en la oscuridad.
El Doctor despierta en la nave saqueadora, pilotada por el duro Gregor Van Baalen, su hermano Bram y un androide de apariencia humana llamado Tricky, con unos dispositivos que mejoran sus sentidos y que es maltratado por Gregor. El Doctor intenta convencer a Gregor de que le ayude a rescatar a Clara dentro de la TARDIS, permitiéndole quedarse con el botín del resto de la nave. Gregor accede, pero cuando los tres entran en la TARDIS, él se asegura de su cooperación cerrando las puertas y activando una cuenta atrás de autodestrucción que desactivará una vez que Clara esté a salvo. El grupo comienza a explorar la TARDIS, con Gregor intentando tasar el valor de la nave, aunque el Doctor le avisa de que si quita componentes clave de la nave, enfadará a la TARDIS. A pesar de ello, Gregor ordena a Bram comenzar el saqueo de la consola, durante lo cual una criatura humanoide osificada le mata. Tras quitar parte del sistema de reconfiguración de arquitectura, Gregor, Tricky y el Doctor quedan atrapados en un bucle de corredores generado por la TARDIS mientras intenta evitar el robo de sus sistemas.
Entretanto, Clara despierta en un pasillo de la TARDIS e intenta encontrar el camino a la sala de la consola. Se encuentra perseguida por una criatura osificada y se refugia en las muchas habitaciones de la TARDIS, incluida en cierto punto la biblioteca de la TARDIS, donde tiene la oportunidad de leer La historia de la Guerra del Tiempo antes de verse obligada a huir. Su mano sigue doliéndole de la quemadura, pero se da cuenta de que las quemaduras están tomando forma de letras. Acaba en la sala de la consola, donde encuentra otra criatura osificada que imita sus movimientos y se aproxima a ella.
El Doctor, Gregor y Tricky llegan a la sala de la consola, y el Doctor siente a Clara en un eco de la sala. Con la ayuda del escáner de Gregor identifica a Clara y crea un enlace temporal, agarrando a Clara antes de que la criatura la toque. Gregor exige que el Doctor pare la cuenta atrás, y el Doctor, aunque le revela que lo de la autodestrucción era una farsa para que le ayuden, descubre que los motores de la TARDIS se han vuelto inestables por la fuga temporal causada por el accidente, y deben ir a la sala de motores a través del Ojo de la Armonía para impedir que explote. En el camino, Tricky es herido con un gran dolor, y Gregor para su sorpresa se ve obligado a revelarle que Tricky es completamente humano, y además es su hermano: tras un accidente en el que murió su padre, Tricky perdió sus recuerdos y le pusieron implantes especiales para reemplazar sus órganos humanos, así Gregor hizo creer a Tricky que era un androide, para así reclamar el capitanazgo de la nave saqueadora, que su padre pensaba darle a Tricky. El Doctor comenta el tratamiento de Gregor hacia Tricky y sugiere que puede hacerlo mejor.
Mientras viajan a través del Ojo de la Armonía, los cuatro se ven sitiados por las criaturas osificadas. Cuando Gregor escanea a una similar a la bilogía de Clara, el Doctor confiesa que esas criaturas son ellos mismos en el futuro, a través de la filtración temporal, y está intentando evitar que ese futuro se cumpla. Sin embargo, Gregor y Tricky no pueden evitar juntarse y convertirse en la criatura osificada siamesa que habían visto antes, ante los propios ojos del Doctor y Clara. Los dos huyen hasta la sala de motores, pero llegan hasta un abismo sin un camino posible. El Doctor, pensando que van a morir, le pide a Clara que le explique quién es y cómo pudo morir dos veces antes. Clara no entiende nada, y el Doctor se da cuenta de que no recuerda nada de sus encuentros anteriores y es una simple muchacha normal. El Doctor y Clara, entonces saltan al abismo, pensando que solo es una ilusión, y llegan a la sala de motores.
Allí, descubren que el motor ya ha explotado, pero la TARDIS ha puesto la habitación en suspensión temporal como medida de seguridad, aunque no aguantará eternamente en ese estado. El Doctor es consciente de que la TARDIS está intentando decirle algo, pero no logra entenderlo hasta que Clara se mira la mano y las quemaduras han formado las palabras "gran botón amistoso". El Doctor se da cuenta de que necesitan volver al punto del desastre y activar la baliza magnética (el dispositivo que recogió Clara) para desactivar el atractor magnético y prevenir el desastre. Corren hasta la sala de la consola, donde el Doctor recoge la baliza y se prepara a saltar a través de la grieta temporal. Clara le pregunta si recordará algo, diciéndole que sabe el nombre del Doctor porque lo ha leído en el libro de la Guerra del Tiempo; el Doctor le promete que no recordará nada. El Doctor logra cruzar la grieta y avisar a su versión pasada antes de desintegrarse. El Doctor del pasado, entendiendo el aviso, le quita la baliza a Clara cuando esta la coge: en un lateral tiene las letras "gran botón amistoso", y pulsa el botón.
El tiempo se reescribe hasta antes de los eventos del episodio. Los Van Baalens ignoran la TARDIS y continúan, aunque en esta nueva línea temporal, Gregor aprecia más a Tricky, al recordar de algún modo las palabras del Doctor. En la TARDIS, el Doctor le pregunta a Clara si se siente segura con él, y ella le dice que sí decididamente.

### Continuidad
El Ojo de la Armonía aparece en este episodio por primera vez de forma completa. En la escena en que Bram intenta desmantelar la TARDIS se oyen fragmentos de audio procedentes de An Unearthly Child, Colony in Space, Rose, Smith y Jones, La bestia de abajo y La mujer del Doctor. Cuando la Enciclopedia Gallifreya se "derrama", se oye también un fragmento de El fin del tiempo.
Cuando Clara explora las habitaciones de la TARDIS, encuentra el abrigo del Doctor que estrenó en Un hombre bueno va a la guerra y un juguete de la TARDIS similar, si no idéntico, al que hizo Amy Pond y que se vio por última vez en Matemos a Hitler. También encuentra una lupa, posiblemente la que el Doctor usó en la sala de la consola en El poder de tres, la que usó Donna Noble en El unicornio y la avispa y la que usó Amy cuando estuvo sola en la TARDIS en El inquilino, y también encuentra un paraguas muy similar al que usó el Séptimo Doctor en Paradise Towers. Clara pasa a través de varias habitaciones que se habían mencionado en varias ocasiones pero nunca hasta ahora se habían mostrado, como la piscina, y la biblioteca. En la biblioteca, Clara encuentra un libro sobre la Guerra del Tiempo. Esta guerra entre los Daleks y los Señores del Tiempo se ha mencionado varias ocasiones desde el regreso de la serie.
Los eventos de este episodio son causados por una grieta en e tiempo, formada por la ruptura de los motores de la TARDIS. Una grieta similar en el tiempo se formó en el tiempo en la quinta temporada con la explosión de la TARDIS. La resolución de este episodio también guarda algunas similitudes con el final de la quinta temporada, con el Doctor entrando en la grieta y viajando atrás en el tiempo.

## Producción
El productor ejecutivo Steven Moffat le dio al escritor Stephen Thompson el concepto de un episodio descubriendo el centro de la TARDIS. Thompson explicó que esto fue porque Moffat quedó "cautivado" por la historia de 1978 The Invasion of Time, ambientada en la TARDIS, pero con decorados construidos precipitadamente. Thompson también estaba interesado en las matemáticas y remarcó: "cualquier cosa que tenga que ver con geometría multi-dimensional me emociona". Mofat dejó que Thompson desarrollara el resto de la historia.

## Emisión y recepción
Las mediciones nocturnas de audiencia mostraron que 4,9 millones de espectadores vieron el episodio en directo. Cuando se calcularon los datos definitivos, la medición subió a 6,5 millones, siendo el séptimo programa más visto de la semana en BBC One. La puntuación de apreciación fue de 85.
Viaje al centro de la TARDIS recibió críticas entre positivas y mezcladas. Dan Martin de The Guardian notó que el final enfadaría a los fanes porque se rio de ellos de una forma "tan audaz", y el episodio "frustrantemente... avanza el arco argumental antes de volver justo al kilómetro cero". Alabó el lado "tétrico" del episodio y escribió que los actores invitados "venden" la trama infradesarrollada de los tres hermanos. Morgan Jeffery de Digital Spy le dio al episodio 5 estrellas sobre 5, describiéndolo como "un absoluto regalo tanto para los fans como para los espectadores ocasionales, y dijo que la resolución "no fue simplemente un gag recurrente sino un giro estilo bamboleo en el tiempo de reinicio que verdaderamente funciona a nivel lógico y dramático, y no te hace sentir engañado". Sin embargo, pensó que la naturaleza de la trama no le permitió a Clara hacer mucho más que correr y gritar.
Mark Snow de IGN le dio una puntuación de 8,5 sobre 10. Quedó decepcionado por la cantidad de tiempo perdido en pasillos, pero se mostró positivo hacia el monstruo. Alabó la "confrontación" entre el Doctor y Clara, aunque criticó la forma en que se borró con "un final deus ex machina sin ninguna duda polarizante". Patrick Mulkern de Radio Times describió el episodio como "una razonablemente entretenida aventura juguetona de bamboleo en el tiempo, con montones de toques agradables". Aunque alabó el diseño de decorados y a Coleman, deseó un estilo más consistente con la TARDIS como se vio en la serie clásica, y calificó a los tres hermanos como "un grupo de patanes singularmente ineptos". Neela Debnath de The Independent escribió que el episodio fue "divertido", pero mayoritariamente fue "una excusa para explorar la TARDIS" con una trama insustancial y tres personajes de reparto de los que es difícil preocuparse. Escribió que "la estética le añade valor a esta aventura, en particular la biblioteca del Doctor".
Dave Golder de SFX le dio a Viaje al centro de la TARDIS 3 estrellas sobre 5. Criticó particularmente la trama por ser "medicore" y "un recorrido por corredores de ciencia ficción razonablemente estándar completado con un final de botón de reset colocado muy a propósito". Pensó que el episodio tuvo muchas oportunidades perdidas, y calificó a los tres hermanos como "sosos y olvidables". Gavin Fuller del Daily Telegraph le dio al episodio 1,5 estrellas, también encontrando "oportunidades perdidas" y que le pareció como "refrito del viejo Who". Fuller escribió que "lo único que redime el episodio fue el desarrollo peliagudo de la relación entre el Doctor y Clara" pero que "no se acerca ni por asomo para salvar este episodio mortalmente aburrido".